# Chaumont-sur-Aire
Chaumont-sur-Aire è un comune francese di 170 abitanti situato nel dipartimento della Mosa nella regione del Grand Est.

## Società

### Evoluzione demografica
Abitanti censiti